# Tachina agnita
Tachina agnita là một loài ruồi trong họ Tachinidae.